# 伍奢
伍奢（約前601年—前522年），祖父為楚庄王重臣伍參，父為伍舉，春秋后期楚国大夫，楚景平王時任太子太傅，子伍尚、伍子胥。

## 生平
由於費無忌對太子建的陷害，也牽連太子太傅伍奢。費無忌擔心伍奢的兒子伍尚和伍子胥要報仇，於是召他們來，表示來了就放過伍奢，不來就馬上殺了伍奢。伍尚和伍子胥明白去了也只是一同受死，伍尚不忍父親獨自受死，打算前去。伍子胥勸其兄伍尚勿往，父親死了之後還可以為父報仇，伍尚依然不忍見父親被害，於是向伍子胥說；「我的才智比不上你，我負責為父親而死，你負責為父親報仇。」還是前去，果然伍尚、伍奢一起被殺。
伍奢知道伍子胥沒有來，說：「楚王和大夫恐怕要宵衣旰食，好好加班了！」最後，伍尚就和伍奢一起被楚平王處決。伍子胥逃到吳國，幫助吳王闔閭稱霸，最終成功報仇，攻破楚國，把楚景平王鞭屍。